# Statens musikverk
Statens musikverk (engelska: National Collections of Music, Theatre and Dance) är en svensk statlig myndighet under kulturdepartementet. Generaldirektör för myndigheten sedan 2020 är Dan Lundberg.
Statens musikverk samlar olika verksamheter inom svenskt musik- och teaterliv och bildades genom regeringsbeslut och förordning av 16 december 2010 och inledde sin verksamhet i maj 2011. I Musikverkets lokaler på Tegeluddsvägen 100 i Stockholm finns Musik- och teaterbiblioteket, Svenskt visarkiv och Caprice Music. I gamla Kronobageriet på Sibyllegatan finns administration och Scenkonstmuseet. Elektronmusikstudion (EMS) håller till på Söder Mälarstrand. Myndigheten har även föremålssamlingar i Tumba.

## Uppdrag
I samband med ett flertal politiskt beslutade förändringar inom offentligt svenskt musikliv ersattes den tidigare musikmyndigheten Statens musiksamlingar av Statens musikverk i maj 2011. I Statens musikverk ingår ett antal verksamheter, som tidigare lytt under andra myndigheter.
Statens musikverk är ett av Sveriges centralmuseer.

## Ingående delar
- Scenkonstmuseet

- Musik- och teaterbiblioteket

- Svenskt visarkiv

- Elektronmusikstudion

- Caprice Music.

### Tidigare del av myndigheten
- Musikplattformen – ersatte Rikskonserter som lades ned 2011. 2022 flyttades bidragsgivningen till Kulturrådet[3].

## Insynsråd
Insynsrådet tillför insyn, råd och stöd samt bidrar med kunskap och kompetens. Uppgiften är också att säkra demokratisk insyn och medborgerligt inflytande.

### Ledamöter[5]
- Nadja Chatti, musikförläggare och klubbproducent, Universal Music Publishing Group
- Lars Ilshammar, historiker, IT-debattör, journalist, fd biträdande riksbibliotekarie vid Kungliga biblioteket
- Dragana Kusoffsky Maksimovic, verkställande direktör Sven-Harrys konstmuseum
- Magnus Larsson, generaldirektör Myndigheten för tillgängliga medier